# Родольфо Селая
Родольфо Селая (ісп. Rodolfo Zelaya, нар. 3 липня 1988, Усулутан) — сальвадорський футболіст, нападник, фланговий півзахисник клубу «Альянса» та національної збірної Сальвадору.

## Клубна кар'єра
Народився 3 липня 1988 року в місті Усулутан. Почав займатися футболом у 2001 році в клубі «Алакран», який виступав у аматорській лізі Усулутана. Потім виступав за «Сан-Рафаель» та «Атлетіко Мерсед», зо виступали у третьому дивізіоні Сальвадору.
У липні 2006 року Родольфо міг підписати контракт з «Депортіво Агіла», однак він не погодився із запропонованою зарплатою і уклав угоду з «Інтіпукою», в якій провів півтора сезони, взявши участь у 54 матчах місцевої Сегунди.
На початку 2008 року гра Селаї привернула увагу головного тренера «Чалатенанго» Владана Вичевича, який зміг умовити його перейти у свій клуб. Після того, як президент «Чалатенанго» Лісандро Поль став президентом «Альянси», він привів з собою кількох гравців, трансферні права на які належали йому, в тому числі і Родольфо.
15 січня 2009 року був відданий в оренду в мексиканський «Леон». Перший матч у Лізі Ассенсо провів 1 серпня з «Коррекаміносом», вийшовши в стартовому складі і на 74-й хвилині поступившись місцем Ісмаелю Валадесу. Перший і єдиний м'яч у Мексиці забив 23 серпня в матчі з командою «Крус Асуль», зрівнявши рахунок на 32-й хвилині, поклавши тим самим початок розгрому суперника.
3 грудня «Леон» викупив права на сальвадорця, підписавши з ним контракт на три роки, а 12 грудня віддав його в оренду в його колишній клуб «Альянса». Після закінчення сезону «Альянса» остаточно викупила трансфер Родольфо. У сезоні 2010/11 року Селая став найкращим бомбардиром спочатку Апертури, а потім і Клаусури, яку його команда виграла.
19 липня 2011 року на правах оренди до кінця сезону перейшов у владикавказську «Аланію» з правом подальшого викупу. 9 серпня дебютував у Першості Росії у матчі з володимирським «Торпедо», вийшовши на поле з перших хвилин і на 65-й хвилині поступившись місцем на полі Роланду Гиголаєву. 28 жовтня Родольфо досяг домовленості з керівництвом «Аланії» про продовження співпарці з російським клубом, якому сальвадорець допоміг зайняти перше місце та вийти до Прем'єр-ліги.
Влітку 2012 року повернувся в клуб «Альянсу», проте вже взимку 2013 року знову опинився в таборі «Аланії». Проте цього разу нападник провів лише одну у Прем'єр-лізі і незабаром знову повернувся в «Альянсу». Відтоді встиг відіграти за команду із Сан-Сальвадора 112 матчів в національному чемпіонаті.

## Виступи за збірну
23 квітня 2008 року дебютував в офіційних іграх у складі національної збірної Сальвадору у товариському матчі проти збірної Китаю, вийшовши на поле на 79-й хвилині замість Осаеля Ромеро. Вперше відзначився у складі збірної 6 вересня 2008 року на 8-й хвилині матчу з Гаїті, зробивши в цій зустрічі хет-трик.
У січні 2009 року брав участь в Кубку націй Центральної Америки, де зіграв два матчі, а збірна Сальвадору дісталася до півфіналу, де поступилася Коста-Риці, а потім у матчі за третє місце Гондурасу. У липні 2009 року Родольфо провів один матч на Золотому кубку КОНКАКАФ, що проходив у США.
У червні 2011 року в складі збірної знову поїхав на Золотий кубок КОНКАКАФ, де зіграв чотири гри і забив чотири м'ячі, посівши третє місце в списку бомбардирів. Після цього у складі збірної був учасником Золотого кубка КОНКАКАФ 2013 року та Золотого кубка КОНКАКАФ 2017 року.